# Saint-Romain-en-Gal
Saint-Romain-en-Gal è un comune francese di 1 980 abitanti situato nel dipartimento del Rodano della regione Alvernia-Rodano-Alpi.

## Società

### Evoluzione demografica
Abitanti censiti